# 函子 (函数式编程)
在函数式编程中，函子（functor）是受到范畴论函子启发的一种设计模式，它允许泛化类型在内部应用一个函数而不改变泛化类型的结构。函子形成了更复杂的抽象如应用式、单子、Comonad的基础。

## 概述
这个想法在Haskell中使用类型类来编码实现：
```
class
 
Functor
 
f
 
where

  
fmap
 
::
 
(
a
 
->
 
b
)
 
->
 
f
 
a
 
->
 
f
 
b

```

具有叫做“函子定律”的条件：
```
fmap
 
id
 
=
 
id

fmap
 
(
g
 
.
 
h
)
 
=
 
(
fmap
 
g
)
 
.
 
(
fmap
 
h
)

```

在Scala中使用高种类类型：
```
trait
 
Functor
[
F
[
_
]]
 
{

  
def
 
map
[
A
,
B
](
a
:
 
F
[
A
])(
f
:
 
A
 
=>
 
B
):
 
F
[
B
]

}

```

其简单的例子是可选类型和搜集类型。函子可用于建模“函数作用”来向仍未完成的计算应用一个函数。
在C++中，名字“函子”指称的是函数对象而非这里的定义。